# My Dying Bride
«My Dying Bride» (укр. Моя наречена, що помирає) — дез-дум-метал музичний гурт із Великої Британії, заснований у місті Галіфакс, Західний Йоркшир, 1990 року. Має десять альбомів, три EP, одне демо, один бокс-сет, чотири альбоми збірки, один альбом із виступом наживо та один CD/DVD випуск з записом живого виступу.
Гурт випустив десятий альбом «For Lies I Sire» 23 березня 2009 року. Разом з такими гуртами, як: Anathema, Paradise Lost та Katatonia — це одні з засновників жанру дез-дум-метал, та на відміну від інших вищевказаних, My Dying Bride залишався вірним дум-метал напряму протягом своєї кар'єри.

## Склад групи
- Aaron Stainthorpe — вокал
- Andrew Craighan — гітара
- Hamish Hamilton Glencross — гітара
- Lena Abe — бас-гітара
- Shaun MacGowan — клавішні, скрипка
- Dan «Storm» Mullins — ударні

## Дискографія

### Студійні альбоми
- As The Flower Withers (1992, Peaceville Records)
- Turn Loose The Swans (1993, Peaceville Records)
- The Angel And The Dark River (1995, Peaceville Records)
- Like Gods Of The Sun (1996, Peaceville Records)
- 34.788 %… Complete (1998, Peaceville Records)
- The Light At The End Of The World (1999, Peaceville Records)
- The Dreadful Hours (2001, Peaceville Records)
- Songs Of Darkness, Words Of Light (2004, Peaceville Records)
- A Line Of Deathless Kings (2006, Peaceville Records)
- For Lies I Sire (2009, Peaceville Records)
- Evinta (2011, Peaceville Records)
- A Map of All Our Failures (2012, Peaceville Records)
- Feel the Misery (2015, Peaceville Records)[2]
- The Ghost of Orion (2020, Nuclear Blast)[3]
- A Mortal Binding (2024)

### Концертні альбоми
- The Voice Of The Wretched (2002, Peaceville Records)
- An Ode To Woe (2008, Peaceville Records)

### DVD
- For Darkest Eyes (1996)
- Sinamorata (2003)
- An Ode To Woe (2008)
- The Angel And The Dark River (2010)